# 張居敬
張居敬，號鑑衡，浙江归安人，明朝政治人物。同进士出身。治《春秋》。

## 生平
嘉靖丙辰七月初六日（官年）生。萬曆七年（1579年）己卯科浙江鄉試第六十一名舉人，十七年（1589年）登己丑科三甲三十三名進士。禮部觀政，六月授江西撫州府推官，二十一年改山東東昌府儒學教授，万历二十三年，擔任廣東廣州府永安縣知縣（現紫金縣知縣）。后由吳三樂接任。二十七年官至山东沂州知州。三十年致仕。

## 家族
曾祖张资，恩例冠带。祖张仁。父张圮。